# Wesley Saïd
Wesley Saïd (Noisy-le-Grand, 1995. április 19. –) francia korosztályos válogatott labdarúgó, a Lens csatárja.

## Pályafutása

### Klubcsapatokban
Saïd a franciaországi Noisy-le-Grand városában született. Az ifjúsági pályafutását a Noisy-le-Grand és a Villiers-sur-Marne csapatában kezdte, majd a Rennes akadémiájánál folytatta.
2012-ben mutatkozott be a Rennes tartalék, majd 2013-ban az első osztályban szereplő felnőtt keretében. A 2014–15-ös szezonban a másodosztályú Laval, míg a 2015–16-os szezonban a Dijon csapatát erősítette kölcsönben. A lehetőséggel élve, 2017-ben a Dijonhoz szerződött. 2019-ben a Toulouse-hoz igazolt. 2021. július 1-jén hároméves szerződést kötött a Lens együttesével. Először a 2021. szeptember 12-ei, Bordeaux ellen 3–2-re megnyert mérkőzés 67. percében, Arnaud Kalimuendo cseréjeként lépett pályára. Első gólját 2021. szeptember 26-án, a Marseille ellen idegenben 3–2-es győzelemmel zárult találkozón szerezte meg.

### A válogatottban
Saïd az U16-ostól az U21-esig minden korosztályos válogatottban képviselte Franciaországot.

## Statisztikák
2023. január 2. szerint
| Klub               | Szezon   | Osztály  | Bajnokság | Bajnokság | Kupa  | Kupa | Nemzetközi | Nemzetközi | Összesen | Összesen |
| Klub               | Szezon   | Osztály  | Meccs     | Gól       | Meccs | Gól  | Meccs      | Gól        | Meccs    | Gól      |
| ------------------ | -------- | -------- | --------- | --------- | ----- | ---- | ---------- | ---------- | -------- | -------- |
| Rennes             | 2013–14  | Ligue 1  | 6         | 0         | 3     | 0    | —          | —          | 9        | 0        |
| Rennes             | 2015–16  | Ligue 1  | 1         | 0         | 0     | 0    | —          | —          | 1        | 0        |
| Rennes             | 2016–17  | Ligue 1  | 25        | 4         | 4     | 2    | —          | —          | 29       | 6        |
| Rennes             | Összesen | Összesen | 32        | 4         | 7     | 2    | 0          | 0          | 39       | 6        |
| Laval (kölcsönben) | 2014–15  | Ligue 2  | 30        | 4         | 3     | 1    | —          | —          | 33       | 5        |
| Dijon (kölcsönben) | 2015–16  | Ligue 2  | 9         | 1         | 2     | 2    | —          | —          | 11       | 3        |
| Dijon              | 2017–18  | Ligue 1  | 29        | 9         | 2     | 0    | —          | —          | 31       | 9        |
| Dijon              | 2018–19  | Ligue 1  | 36        | 5         | 6     | 3    | —          | —          | 42       | 8        |
| Dijon              | Összesen | Összesen | 65        | 14        | 8     | 3    | 0          | 0          | 73       | 17       |
| Toulouse           | 2019–20  | Ligue 1  | 23        | 2         | 0     | 0    | —          | —          | 23       | 2        |
| Toulouse           | 2020–21  | Ligue 1  | 0         | 0         | 1     | 0    | —          | —          | 1        | 0        |
| Toulouse           | Összesen | Összesen | 23        | 2         | 1     | 0    | 0          | 0          | 24       | 2        |
| Lens               | 2021–22  | Ligue 1  | 21        | 5         | 2     | 1    | —          | —          | 23       | 6        |
| Lens               | 2022–23  | Ligue 1  | 14        | 5         | 0     | 0    | —          | —          | 14       | 5        |
| Lens               | Összesen | Összesen | 35        | 10        | 2     | 1    | 0          | 0          | 37       | 11       |
| Összesen           | Összesen | Összesen | 194       | 35        | 24    | 9    | 0          | 0          | 218      | 44       |